# Srbské kulturní centrum v Paříži
Srbské kulturní centrum v Paříži (francouzsky Centre culturel de Serbie) je kulturní centrum v Paříži, jehož posláním je prezentovat kulturu Srbska ve Francii a podporovat kulturní výměnu mezi oběma zeměmi. Nachází se na adrese Rue Saint-Martin č. 123 naproti Centre Georges Pompidou ve 4. obvodu. Centrum bylo založeno v roce 1973 a je členem Fóra zahraničních kulturních institutů v Paříži.

## Činnost
Centrum je podřízené srbskému ministerstvu kultury. Každoročně pořádá jazzový festival Jazzycolor, týden zahraničních kultur a různé kulturní akce, jako je Fête de la musique nebo Muzejní noc.
Pořádají se zde také koncerty, promítání filmů, přehlídky a výstavy srbských umělců. Centrum představilo srbské umělce, jako jsou Marko Čelebonović, Emir Kusturica, Vladimir Velikovic, Ljubica Cuce Sokić, Peđa Milosavljević, Ljuba Popović, Goran Bregović, pianista Bojan Z, spisovatel Milovan Danojlić, Nemalja Radulovic, Danilo Kis nebo Petar Lubarda.
Centrum má k dispozici knihovnu obsahující díla v srbštině a francouzštině.